# Хвостовики свёрл и буров
Хвостовик — часть сверла или бура, зажимаемая в патроне дрели, станка или строительного перфоратора, продолговатый выступ на конце клинка, служащий для крепления рукояти.

## Виды хвостовиков

### Четырёхгранные хвостовики

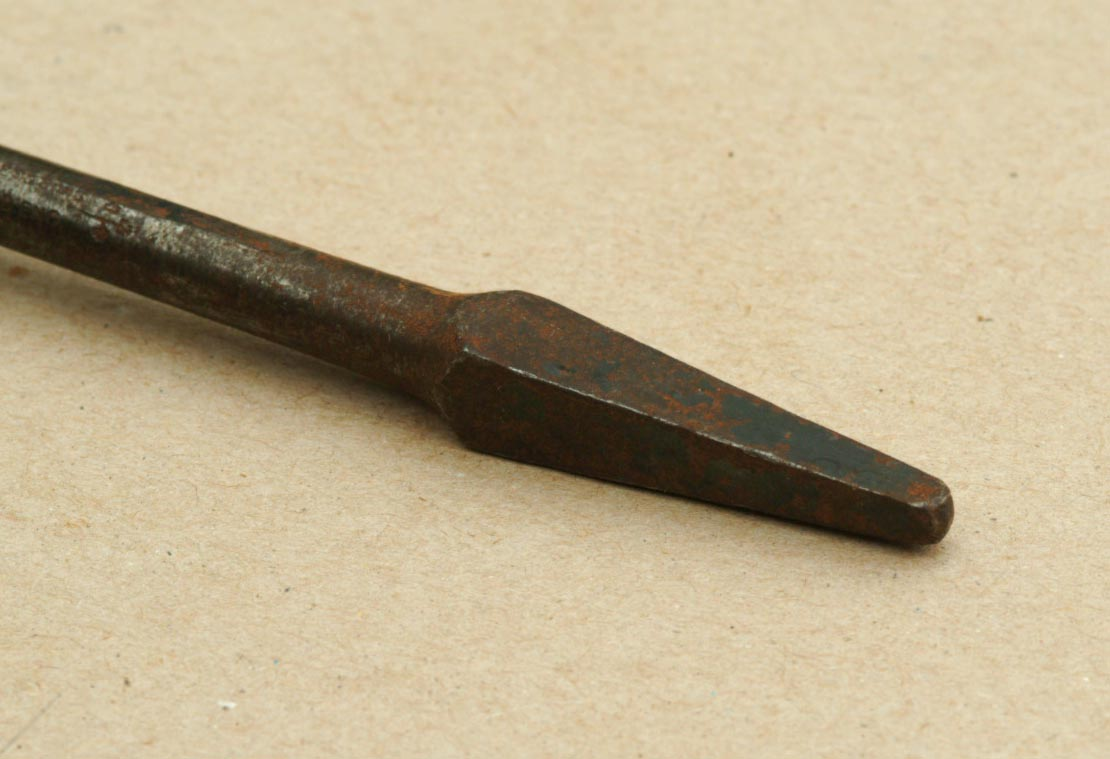
Четырёхгранный хвостовик сверла для коловорота

Такой хвостовик вошёл в практику с 1850 года. Первоначально хвостовик в форме усечённой четырёхгранной пирамиды просто вставлялся в отверстие соответствующей формы в шпинделе дрели и фиксировался винтом. Затем появились разного рода патроны, приспособленные для зажима таких хвостовиков. Свёрла с такими хвостовиками широко использовались для коловоротов.
Современные трёхкулачковые патроны, устанавливаемые на большинстве выпускаемых дрелей, не могут надёжно зажать такое сверло и не могут его центрировать. Преимуществами такого типа хвостовиков является простота изготовления кузнечным способом, устойчивость к прокручиванию.

### Цилиндрические хвостовики

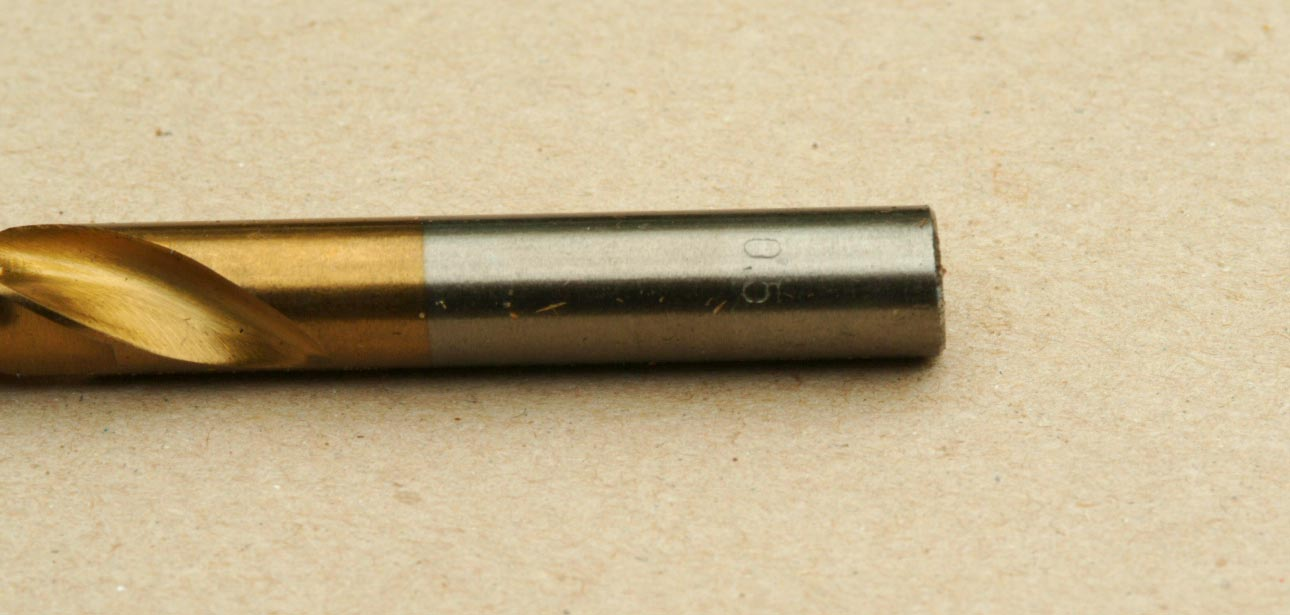
Сверло с цилиндрическим хвостовиком

Наиболее распространённый тип хвостовиков для дрелей в наше время. Как правило, диаметр хвостовика соответствует диаметру сверла, но в некоторых случаях хвостовик толще сверла (для более надёжной фиксации свёрл небольших диаметров) или тоньше сверла (для свёрл больших диаметров, которые надо зажать в стандартный кулачковый патрон). Недостатком такого типа свёрл является невозможность передачи относительно большого вращающего момента из-за проскальзывания хвостовика, однако, с другой стороны, это является своеобразной защитой инструмента при заклинивании сверла в рабочем материале.

### Шестигранные (гексагональные, hex) хвостовики

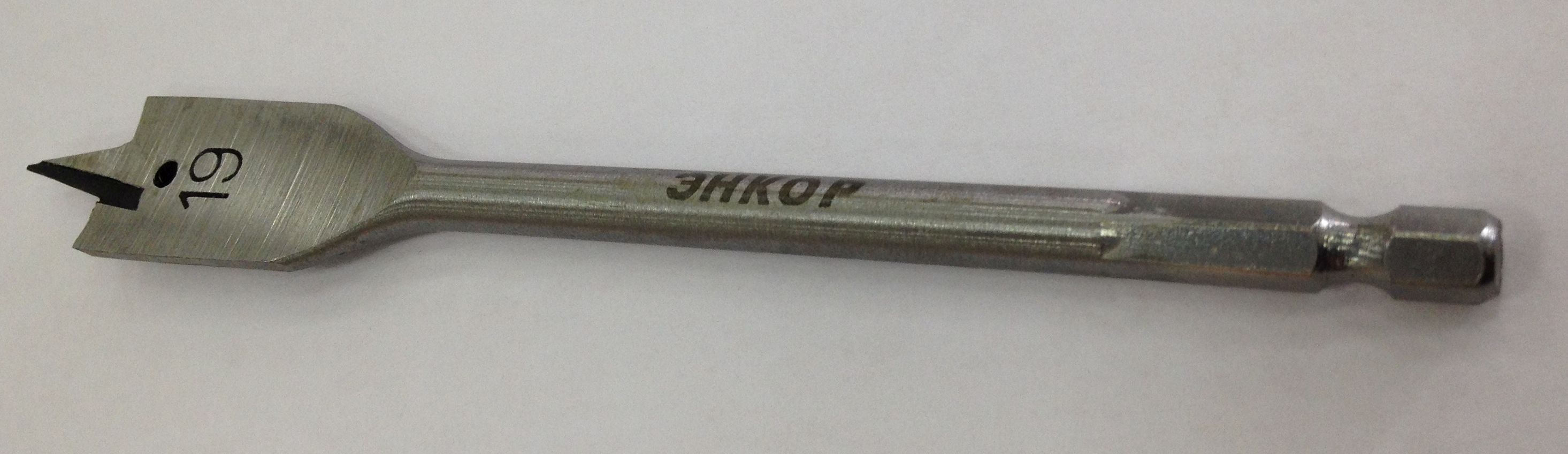
Перьевое сверло с шестигранным хвостовиком с широкой канавкой для пружинной фиксации по ISO 1173 E6.3.

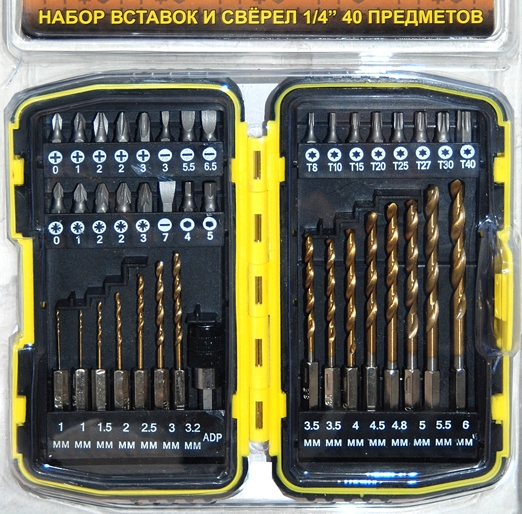
Набор отвёрток-вставок и свёрл по металлу с шестигранным хвостовиком

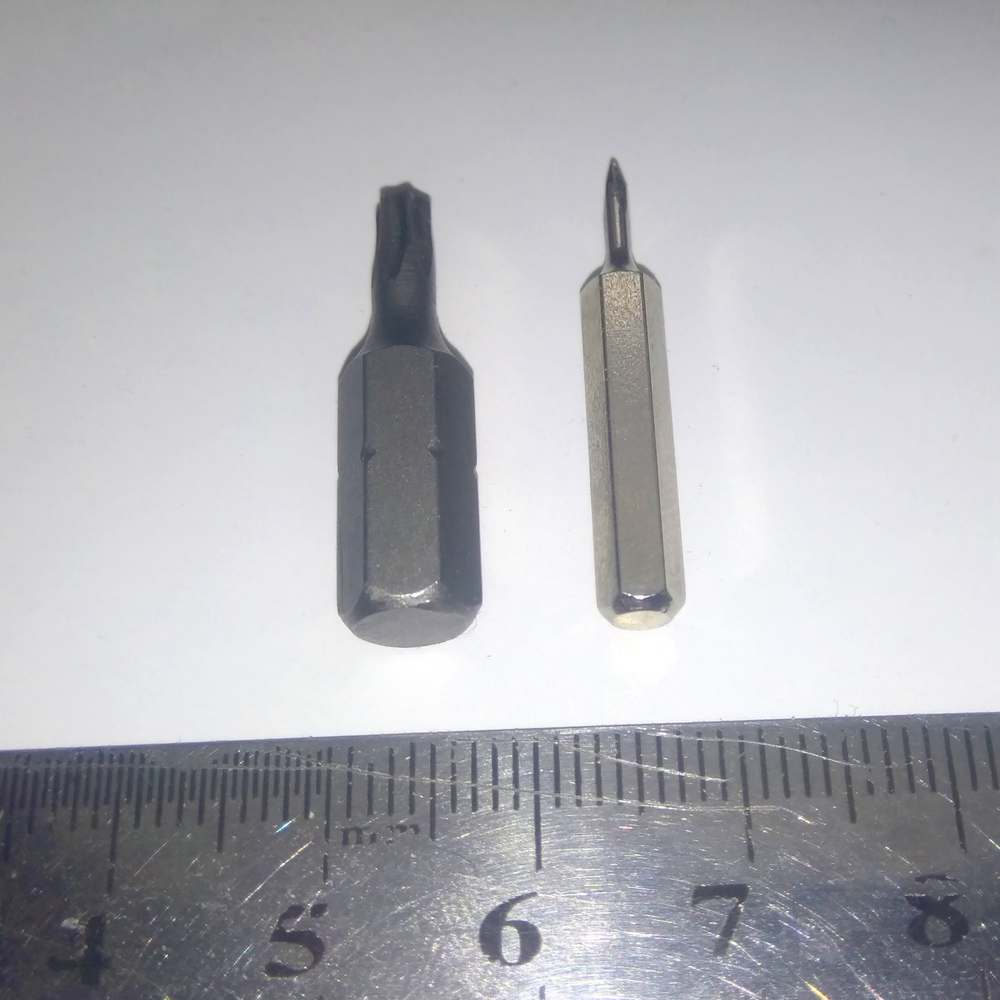
Биты с HEX 1/4″ (слева) и HEX 4/25″ (справа) хвостовиками.

Хвостовик такого сверла позволяет передавать большие вращающие моменты из-за стойкости к проворачиванию. В ряде случаев может зажиматься как трёхкулачковым патроном, так и вставляться в держатель для отвёрток-вставок (это ускоряет замену сверла). Существуют две разновидности шестигранных хвостовиков.
HEX 1/4″
Самый распространённый шестигранный хвостовик. Для надёжного крепления в держателе такие хвостовики должны соответствовать геометрии правильного наружного шестигранника отвёртки-вставки и должны быть снабжены широкой канавкой для пружинной фиксации по ISO 1173 E6.3 или канавкой для пружинной фиксации по ISO 1173 C6.3. В этом случае такие свёрла могут применяться при работе аккумуляторными отвёртками, винтовёртами и другими специализированными инструментами, не имеющими кулачкового патрона. С хвостовиком такого типа (хотя не обязательно соответствующим размеру 1/4″) выпускаются не только спиральные, но и перьевые свёрла, свёрла Форстнера и др.

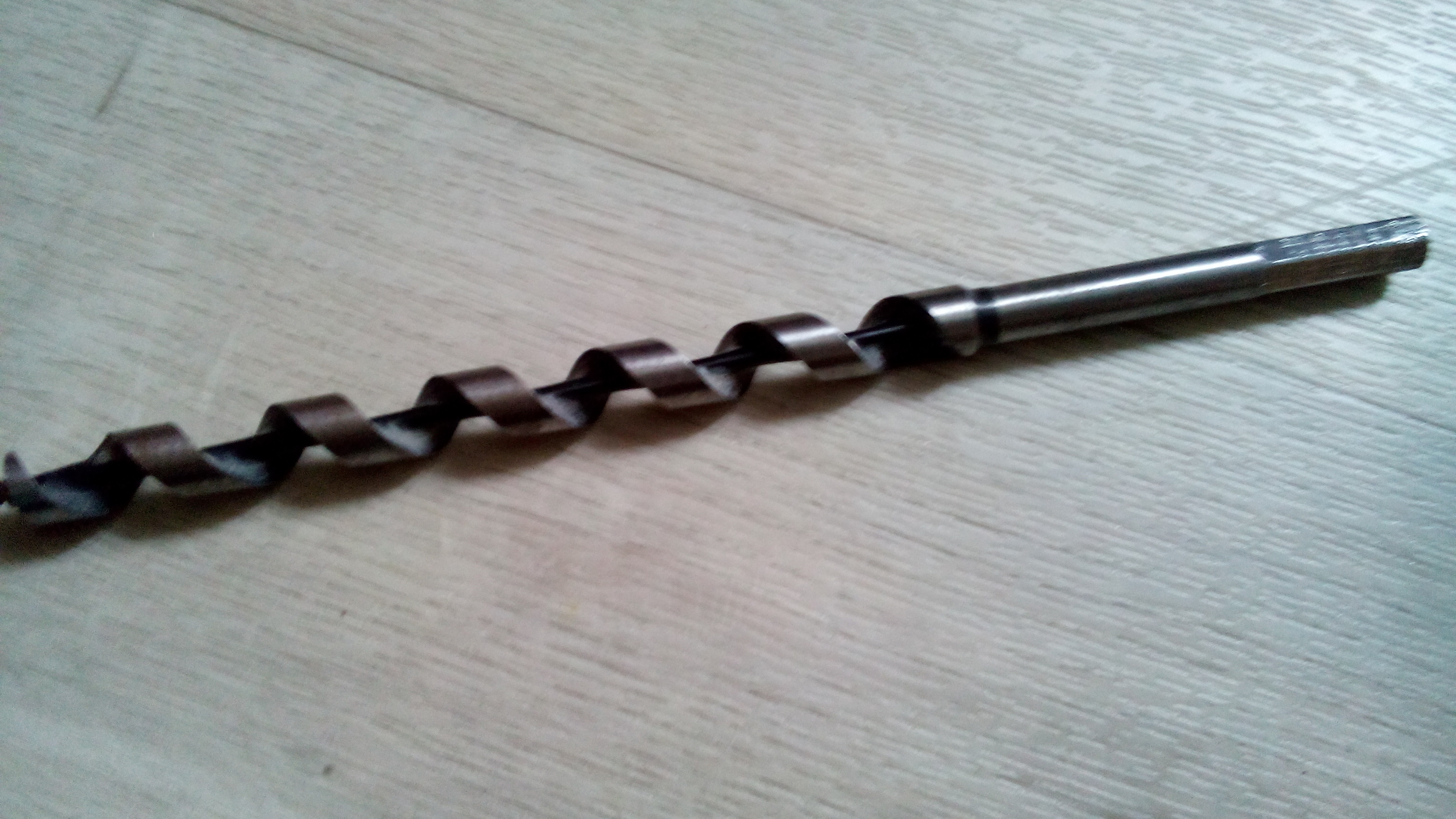
Змеевидное сверло с шестигранным хвостовиком

Фирмы Festool и Protool выпускают свёрла с шестигранным хвостовиком особой разновидности — схожие по геометрическим размерам, но со слегка скруглённым гранями (свёрла Centrotec). Такое сверло можно вставить как в держатель Centrotec, так и в обычный держатель, но обычные сверла не входят в держатель Centrotec. Использование свёрл Centrotec уменьшает общий недостаток свёрл с шестигранным хвостовиком — меньшую точность при использовании не кулачкового патрона, а держателя 1/4 дюйма.
HEX 4/25″
Хвостовики 4/25″ (4 мм) используются в битах отвёрток для точных работ, в частности ремонта электронного оборудования.

### Хвостовики SDS
Хвостовики SDS (нем. Steck — Dreh — Sitzt — «вставь», «поверни» и «бур закреплён»; в англоязычных странах расшифровывается как англ. Special Direct System — «специальная направляющая система») были разработаны фирмой Bosch для быстрой смены буров в строительных перфораторах. Существует пять разновидностей таких хвостовиков:
SDS

Хвостовик диаметром 10 мм с двумя открытыми желобками (для направляющих клиньев), который на 40 мм вставляется в патрон перфоратора. Такой хвостовик на 100 % совместим с хвостовиком SDS-plus.
SDS-plus

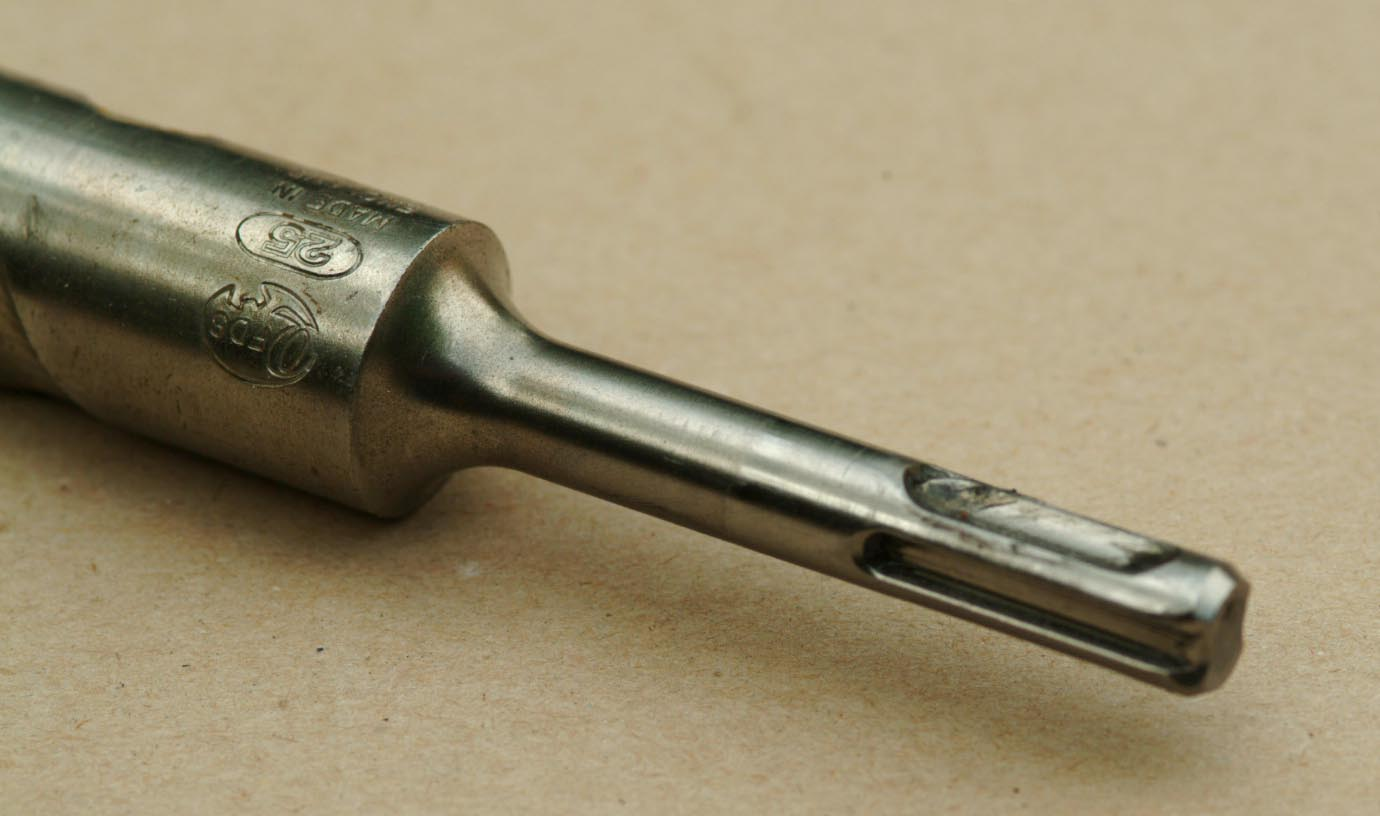
Хвостовик SDS-plus

Наиболее распространённый тип хвостовиков диаметром 10 мм, который на 40 мм вставляется в патрон перфоратора. Имеет четыре паза (два открытых для направляющих клиньев и два закрытых для фиксации стопорными шариками). Площадь контакта клиньев составляет 75 мм². Буры с таким хвостовиком применяются на лёгких строительных перфораторах, минимальная длина буров с таким хвостовиком около 110 мм и максимальная — 1000 мм. Диаметр бура обычно от 4 до 32 мм (наиболее распространены диаметры 6, 8, 10 и 12 мм). Стандарт был введён фирмой Bosch в 1977 году (по другим данным — в 1975 году). В 1998 году было продано более 10 миллионов перфораторов этого стандарта.
SDS-top
Мало распространённый тип хвостовика для перфораторов среднего размера. Имеется два закрытых и два открытых паза. Диаметр хвостовика 14 мм, он вставляется в патрон на 70 мм, площадь контакта клиньев составляет 212 мм². Диаметр бура обычно от 4 до 32 мм. Введён фирмой Bosch в 1999 году, чтобы решить проблему выхода из строя хвостовиков SDS-plus при сверлении отверстий свыше 16 мм. Для работы бурами SDS-top используются перфораторы четырёхкилограммового класса со сменным патроном (патрон SDS-plus меняется на патрон SDS-top).
SDS-max
Второй по распространённости тип хвостовика, предназначен для буров большого диаметра (обычно более 20 мм), используемых в тяжёлых перфораторах. Диаметр хвостовика 18 мм, площадь контакта клиньев составляет 389 мм², имеется три открытых и два закрытых паза, хвостовик вставляется в патрон на 90 мм. Стандарт был представлен фирмой Bosch публике в Кёльне в 1989 году и начал применяться с 1990 года.
SDS-quick
Введённый в 2008 году фирмой Bosch тип хвостовика для буров, вместо пазов применяются выступы. В держатель такого хвостовика также можно вставлять биты и свёрла с шестигранным хвостовиком 1/4 дюйма. На начало 2010 года применяется только для перфоратора Bosch Uneo. В продаже есть буры диаметром от 4 до 10 мм.
SDS-hex
Применяется только для пик и долот в отбойных молотках, в то время как остальные SDS могут использоваться также и для буров.

### Шлицевые хвостовики
Spline
Функциональный аналог SDS-Max, распространен в Северной Америке.

## Трёхгранные хвостовики

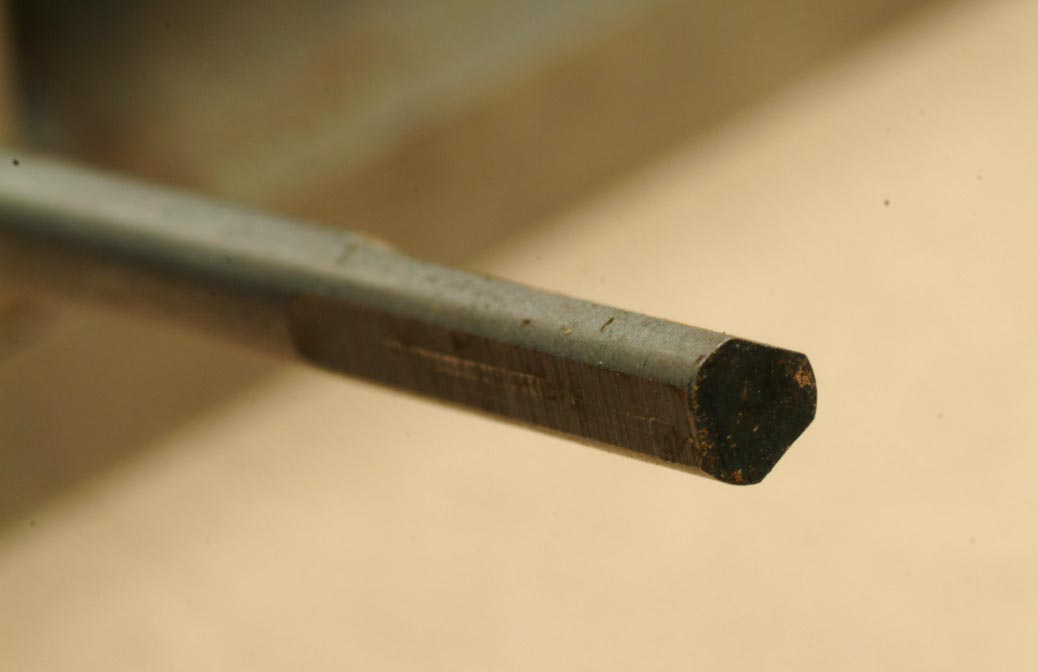
Трёхгранный хвостовик

Свёрла с хвостовиками такого типа могут зажиматься в стандартные трёхкулачковые патроны и имеют то преимущество, что позволяют передавать большие вращающие моменты из-за стойкости к проворачиванию.

## Свёрла сконическим хвостовиком(в том числе конус Морзе)

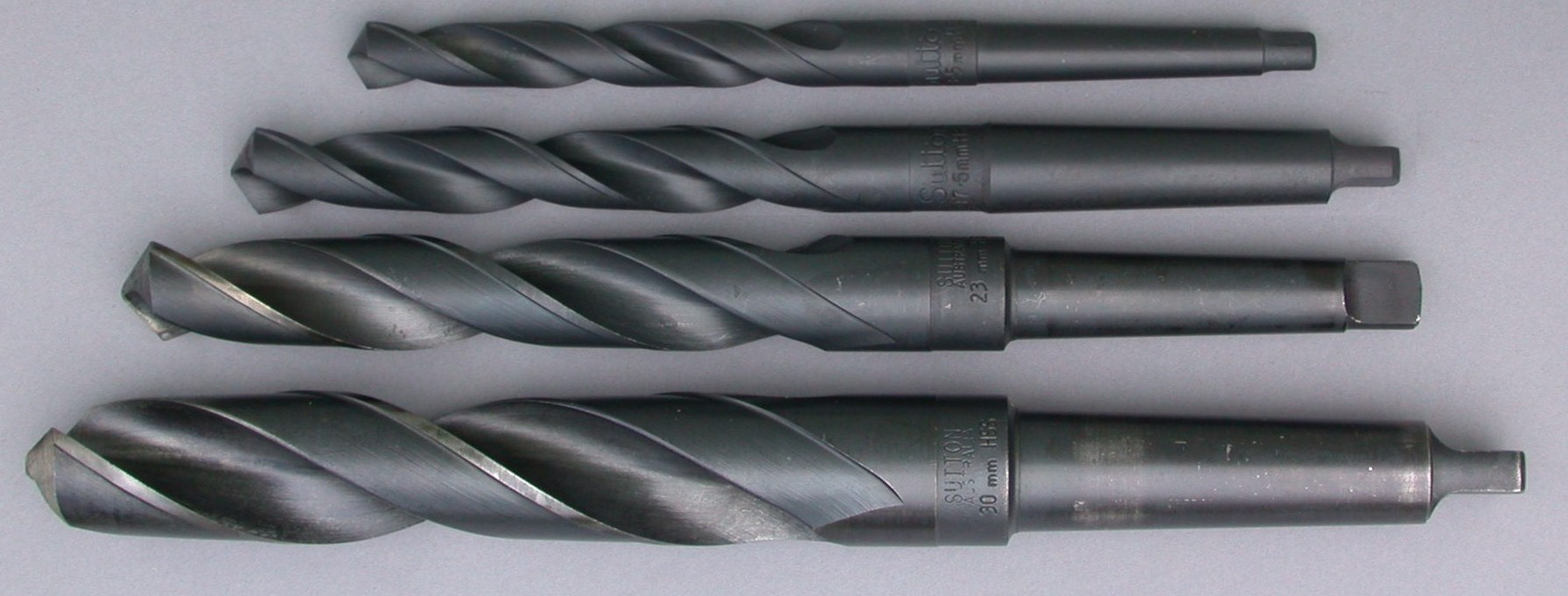
Сверла с хвостовиком конус Морзе от 13,5 мм до 30 мм (конусы Морзе от № 1 до № 3)

Используются главным образом в промышленном ручном инструменте и станках.